# Grietman

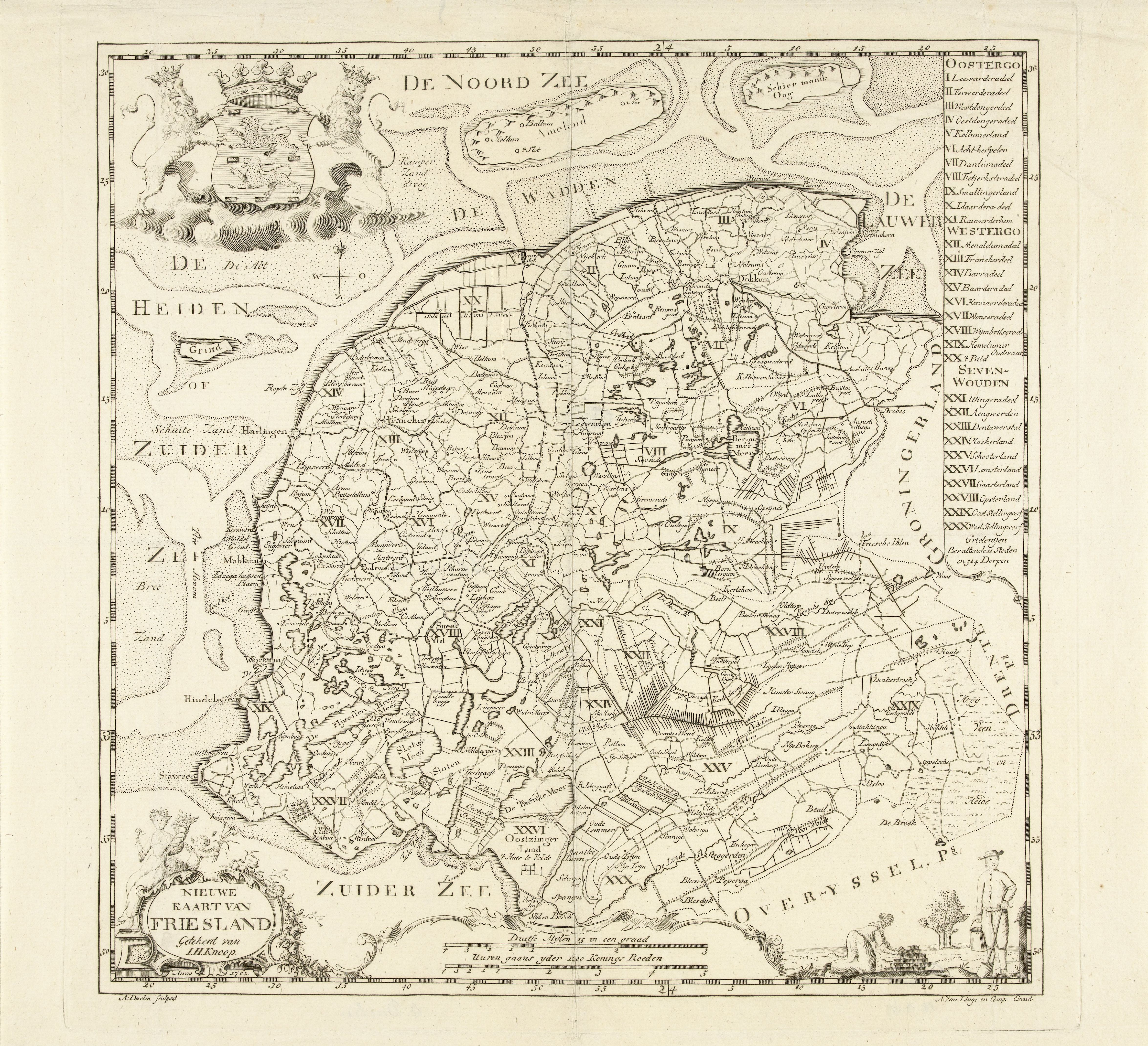
Kaart van Friesland uit 1762 met de 30 grietenijen aangegeven in romeinse cijfers.

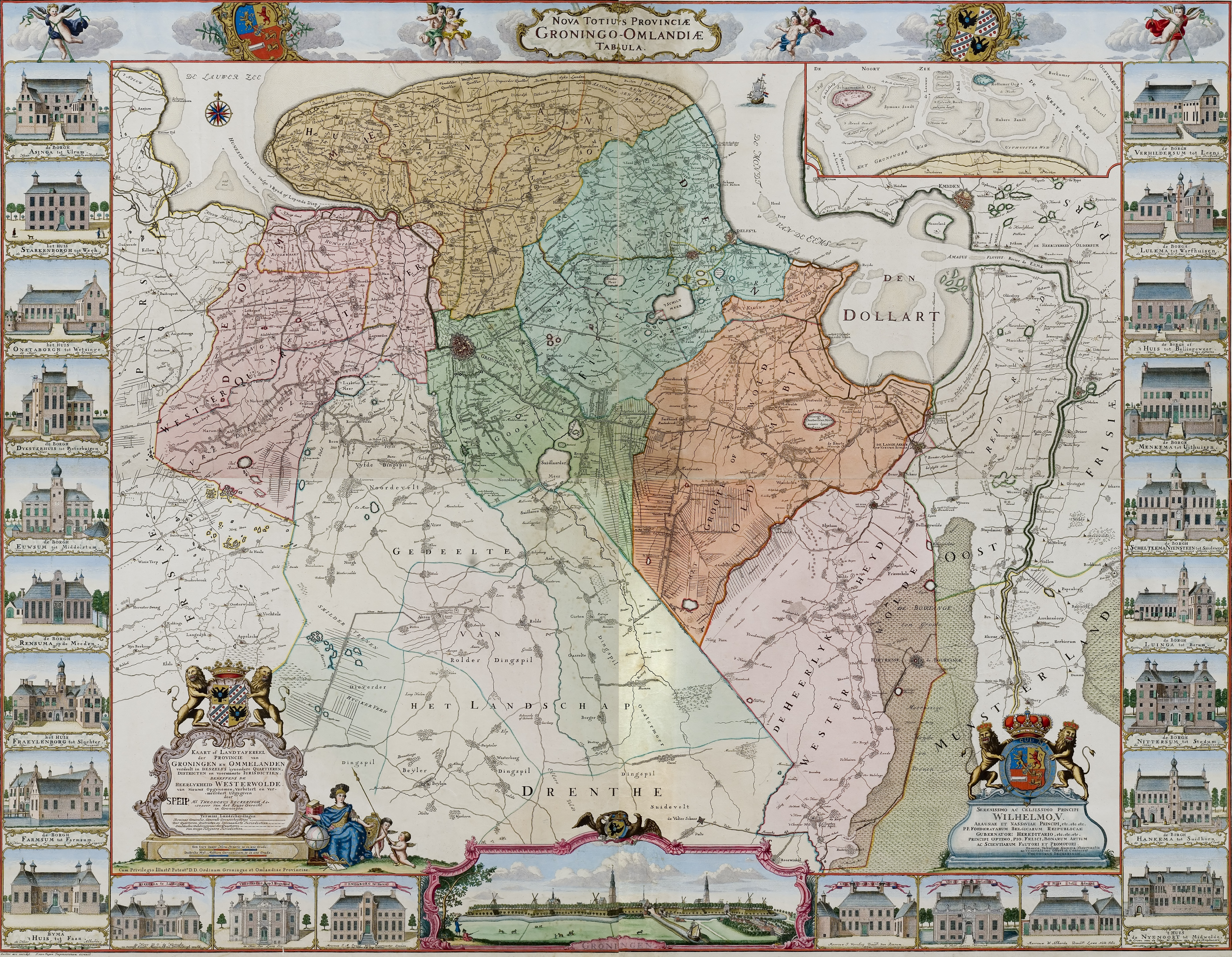
Kaart van Stad Groningen en Ommelanden in 1781, met het Westerkwartier in roze

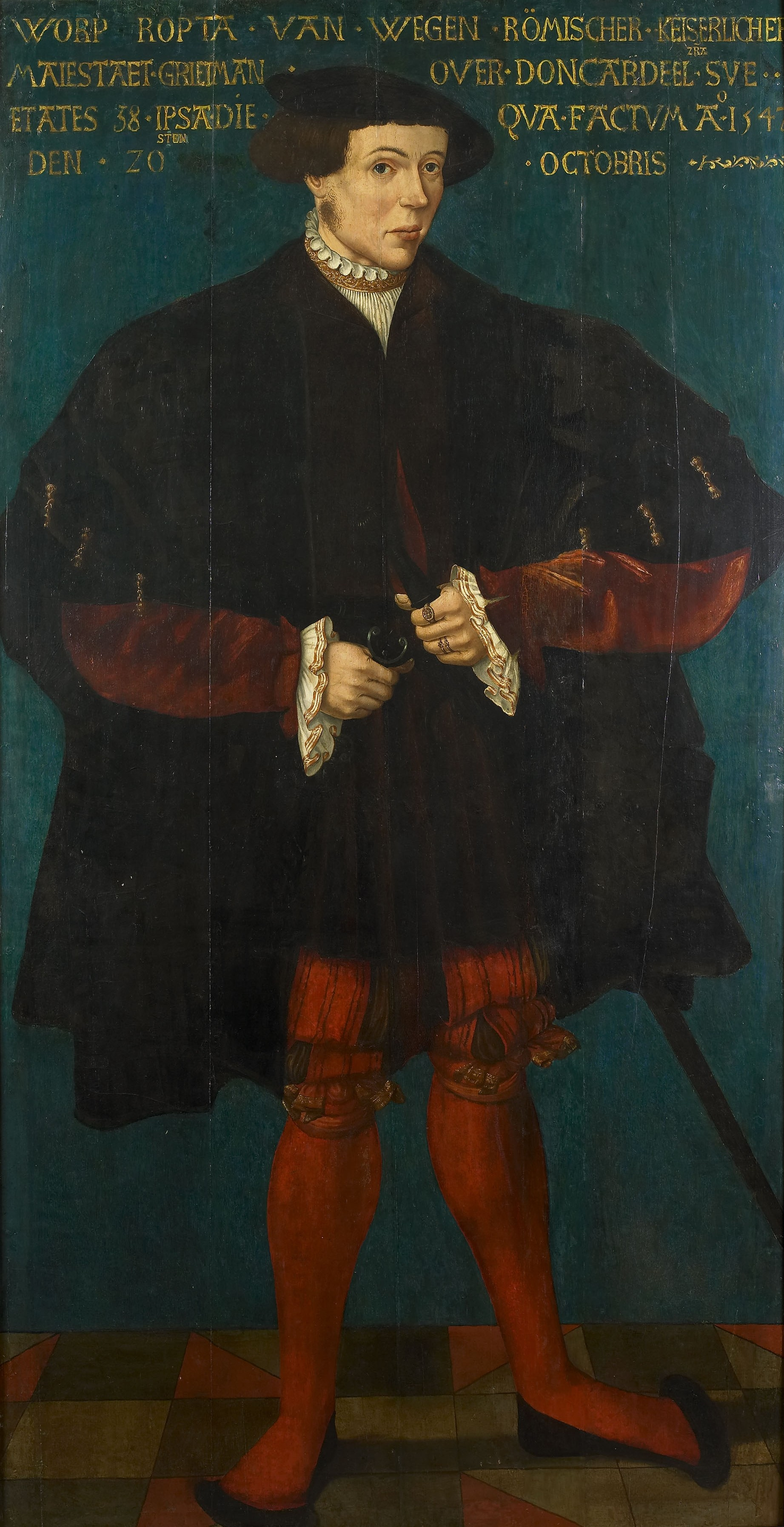
Worp van Ropta (1504-1551) ca. 1542, grietman van Oost-Dongeradeel

Een grietman was in de late middeleeuwen rechter en bestuurder van een grietenij in de provincie Friesland en in het Westerkwartier van de provincie Groningen. De grietenij was een grondgebied met een zekere mate van  zelfsbestuur. Na instelling van het Hof van Friesland door de nieuwe landsheer de hertog van Saksen, werd zijn rechterlijke functie beperkt tot eenvoudige zaken. 
Met ingang van 1815 werd de functie grietman staatsrechtelijk onverenigbaar met gerechtelijke taken, door invoer van de Grondwet die in een scheiding der machten voorzag. Vanaf 1851 werden de grietmannen van de Friese plattelandsgemeenten door een wetswijziging burgemeester genoemd.

## Voorgeschiedenis
In het Oudfriese recht was de asega de kenner van het recht, die de rechtsprocedure begeleidde en een vonnisvoorstel deed. Dinggenoten konden het voorstel aanvaarden of veranderen. In de graventijd was het de door de graaf benoemde skelta (schout) die het voorstel van de asega aanvaardde of veranderde. 
De rechters met de hoogste rechtsmacht werden nog steeds door de Friezen zelf aangewezen. Ze werden ten oosten van de Lauwers vanaf 1216 redjeva genoemd, ten westen van de Lauwers vanaf 1270 grietman. De redjeven spraken recht als college, de grietman werd bijgestaan door twee of meer mederechters. Vanaf 1395 kwam ook ten oosten van de Lauwers de titel grietman op in het Groninger Westerkwartier, waar ze functioneerden in de rechtstoelen. De functies asega en skelta verdwenen.
In enkele grietenijen werden rechters voor een jaar aangewezen volgens een toerbeurtsysteem, de rechtsomgang. Eén van hen werd grietman. Elders kwam het nog voor dat priesters of heerschappen de beslissende stem hadden in de benoeming van de grietman.

## Tijdens deFriese Vrijheid
De graafschappen en daarbinnen de districten verbrokkelden na 1200 in een groot aantal delen of grietenijen, bestuurd door grietman en mederechters. Taken van de grietman waren o.a. het innen van belasting, in tijden van gevaar commandant zijn van de strijdbare mannen van zijn grietenij en toezicht houden op de kwaliteit van wegen, vaarten en dijken. De rechtspraak ging over criminele en civiele zaken binnen zijn grietenij. 
Voor grietenij-overschrijdende afspraken en regelingen traden grietmannen gezamenlijk op. Zulke grietmannencolleges gingen hun gebieden ook naar buiten vertegenwoordigen bij het afsluiten van verdragen en het verlenen van vrijgeleide. Zo bezegelden in 1242 zes grietmannen met hun mederechters in Oostergo een keur met gemene landzegels. In de voormalige graafschappen Oostergo en Westergo vergaderden vanaf ongeveer 1350 deze colleges regelmatig gemeenschappelijk, samen met de oversten (prelaten) van de belangrijkste kloosters.
Omstreeks 1425 werden deze overkoepelende colleges van grietmannen, mederechters en prelaten vervangen door Recht en Raden van Landen en Steden, waarin leden van het gerecht van steden en grietenijen waren vertegenwoordigd.

## Onder Saksen en Habsburgers
Hertog Albrecht van Saksen (1443-1500) maakte in 1498 een einde aan de Friese Vrijheid en daarna werden bestuur, rechtspraak en financiën op Saksische leest geschoeid. In 1504 werd het hofgerecht opgericht en dat ging alle belangrijke zaken behandelen waarvoor grietmannen en stedelijke rechtbanken niet bevoegd waren. Voor zaken waarvoor ze dat wel waren kon men in beroep gaan bij het hofgerecht. De grietman en zijn mederechters mochten alleen nog lichte civiele en kleine criminele zaken binnen de eigen grietenij behandelen.
De grietmannen werden voortaan benoemd door de nieuwe heersers of hun vertegenwoordigers en pogingen om toch ten minste één of meer personen te mogen nomineren mislukten. Wel kreeg men gedaan dat de benoemde een band met Friesland moest hebben: ten minste een bepaald jaarlijks inkomen uit ‘onroerende goederen in Friesland gelegen’.

## Tijdens de Republiek
De grietman werd vanaf 1581 gekozen uit een nominatie van drie personen, opgesteld door de inwoners van de grietenij. De keuze werd gemaakt door stadhouder en Gedeputeerde Staten. Met ingang van 1748 koos de stadhouder zelf de grietman uit een nominatie van drie, opgesteld door de eigenerfde ingezetenen van de grietenij.
De grietman was ook belast met de lagere rechtspraak (nedergerecht), waarin hij werd bijgestaan door drie of vier bijzitters. Tegen de vonnissen van het nedergerecht was beroep mogelijk bij het Hof. Verder benoemde het nedergerecht voogden en curatoren en zorgde het voor aankondiging van verkopingen van onroerende goederen e.d. Overtredingen van de jachtwet werden tot 1748 door de grietman alleen berecht.

## In de Franse tijd
In 1796 werd het bestuur van steden en plattelandsdistricten gelijk getrokken onder de naam gemeente, naar het Franse commune. Gemeentebesturen kregen grote zelfstandigheid en werden gekozen door de ingezetenen. In 1798 werd Friesland verdeeld over het departement van de Eems en het departement van de Oude IJssel. Gemeenten stonden onder strak toezicht van het departement. Bij de Constitutie van 1801 werd Friesland een afzonderlijk departement met de omvang van de oude provincie, verdeeld in districten met de naam en omvang van de vroegere grietenijen. Tijdens het koninkrijk Holland en na de inlijving bij Frankrijk bleef Friesland een afzonderlijk departement.

## In hetKoninkrijk der Nederlanden
In 1815 keerde op het platteland van Friesland de oude indeling en naamgeving weer terug. Het bestuur van een grietenij werd opgedragen aan een grietenijraad, die bestond uit de grietman als voorzitter en – afhankelijk van het aantal inwoners – zes tot negen leden. Uit de raad werden twee of drie bijzitters aan de voorzitter toegevoegd. De grietman werd rechtstreeks benoemd door de koning. Zijn functie was onverenigbaar met gerechtelijke taken. De stemgerechtigde inwoners nomineerden voor elke andere raadszetel drie personen, waaruit Gedeputeerde Staten de definitieve keus maakte en de bijzitters aanwees. Tien laar later waren het de Staten van Friesland die de grietenijraad kozen, na advies van het grietenijbestuur en de commissaris van de koning. Die laatste koos de bijzitters uit de leden van de grietenijraad.
In de gemeentewet van 1851 verdween de uitzonderingspositie van Friesland. De grietman werd burgemeester, de grietenij een gemeente.
Door de herindelingen van gemeenten in de 20e en 21e eeuw is de oude indeling in grietenijen niet meer herkenbaar.

## Galerij van enkele grietmannen

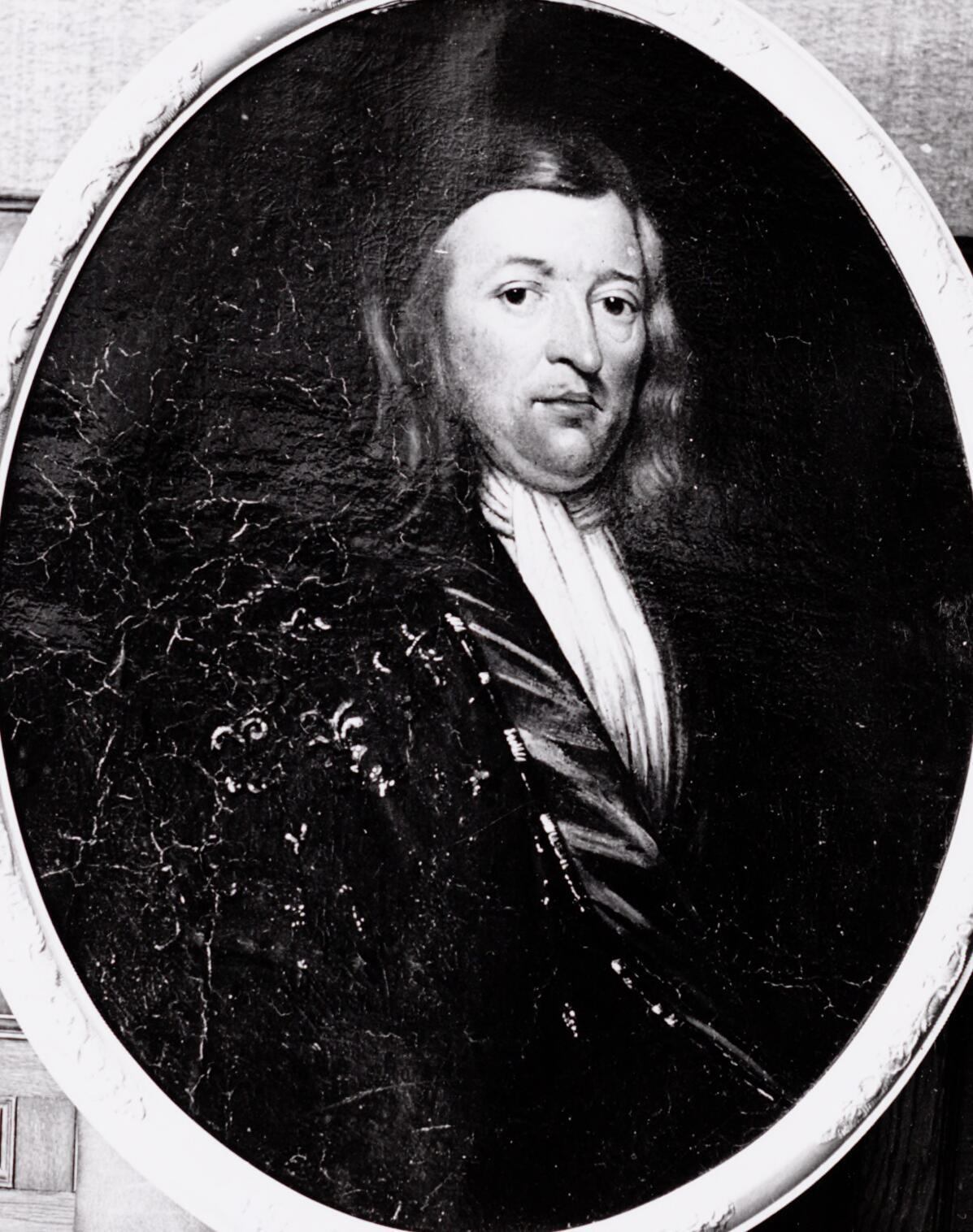
Laes van Burmania (1638-1691) Idaarderadeel en Leeuwarderadeel
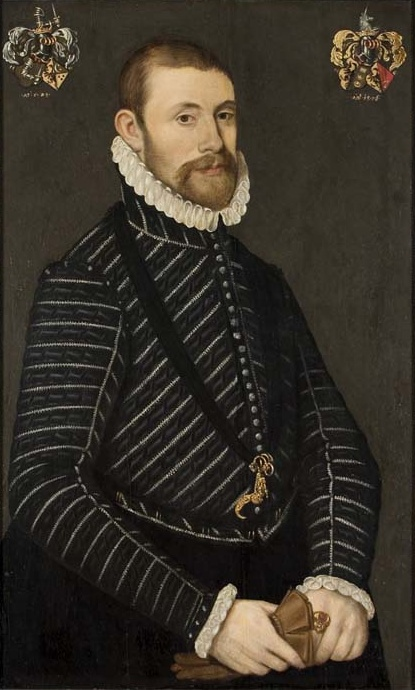
Syds van Botnia (1552-1615) Wymbritseradeel
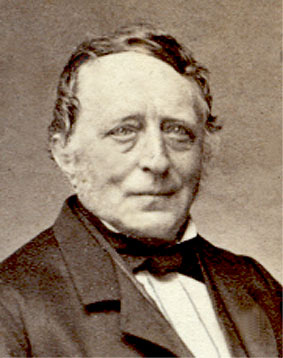
Sjuck van Welderen Rengers (1799-1870) Wymbritseradeel
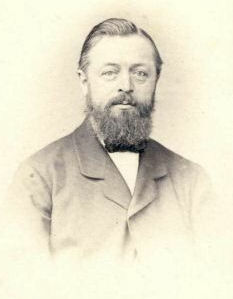
Ulbo Jetze Heerma van Beyma thoe Kingma (1821-1876) Franekeradeel
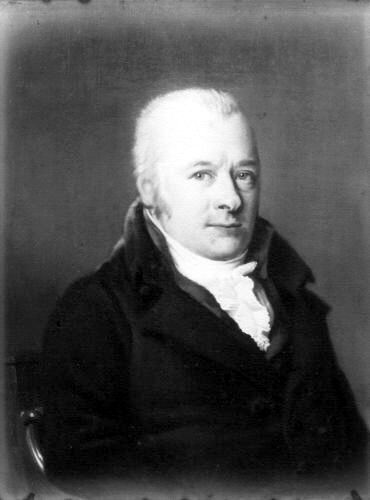
Regnerus Livius van Andringa de Kempenaer (1752-1813) Lemsterland
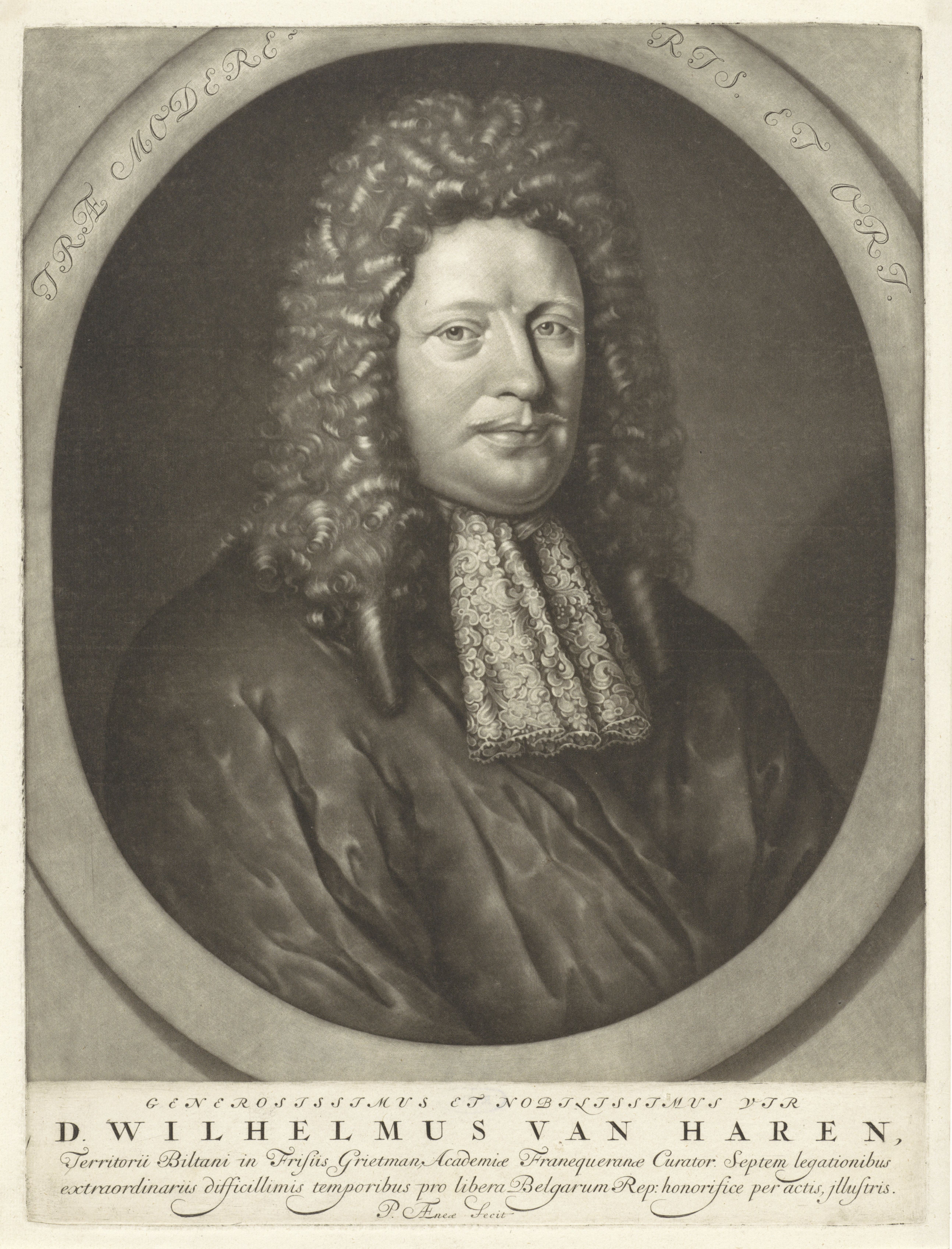
Willem van Haren (1655-1728) Weststellingwerf
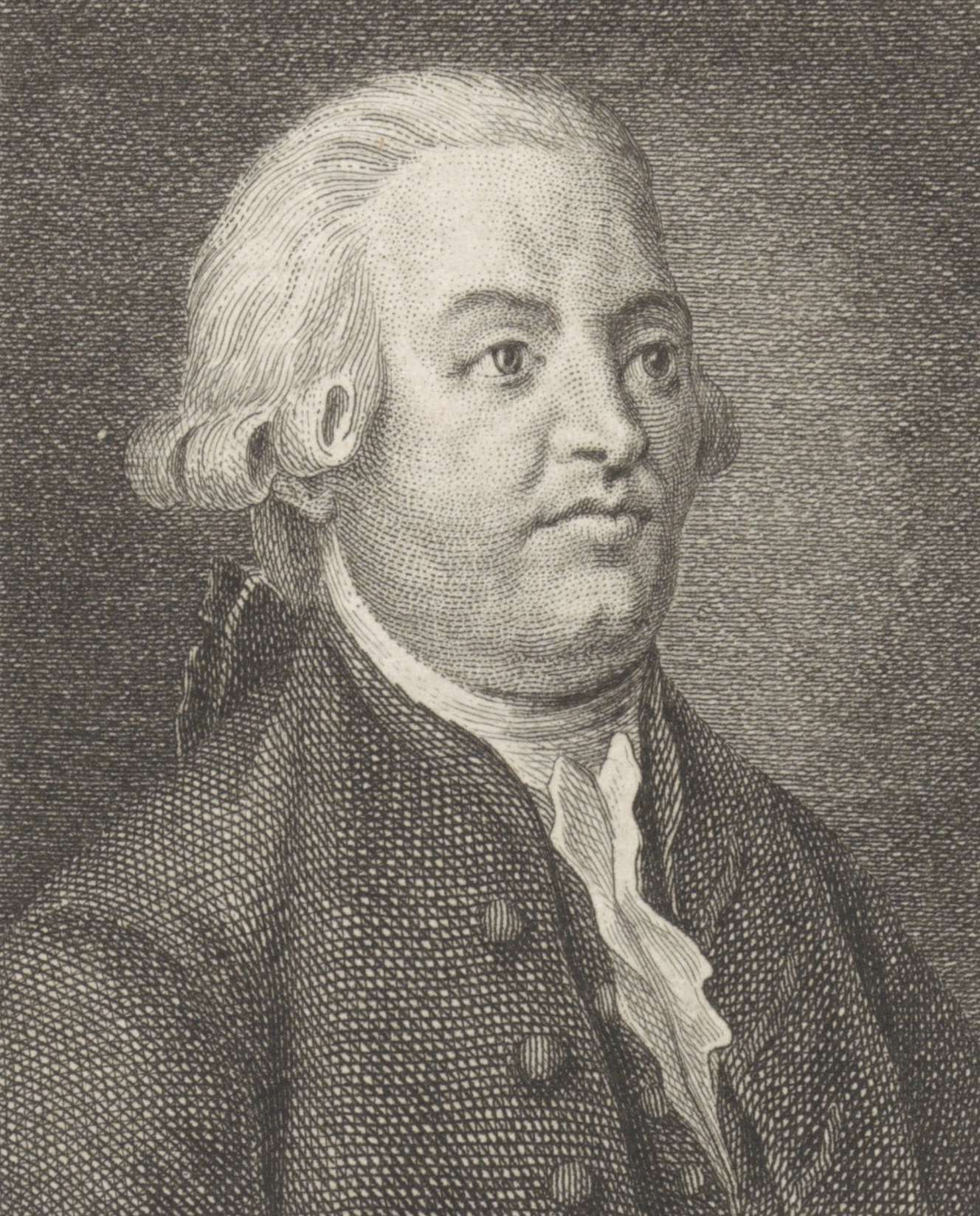
Sicco Douwes van Aylva (1734-1807) Westdongeradeel
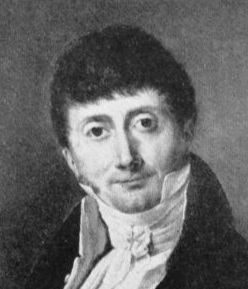
Carel Æmilius Els Collot d'Escury (1779-1828) Barradeel
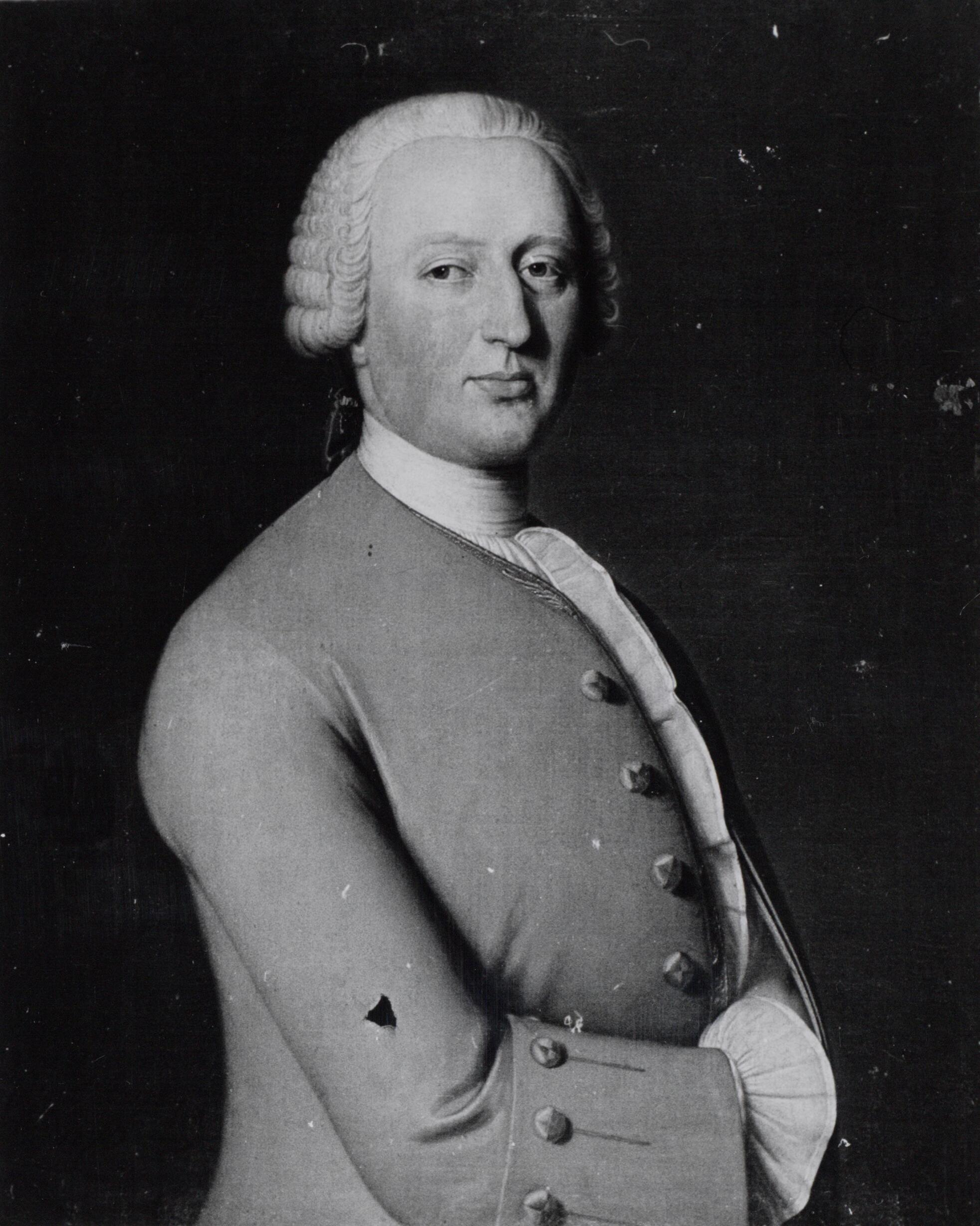
Sjuck Gerrolt Juckema baron van Burmania Rengers (1713-1784) Franekeradeel, Wymbritseredeel
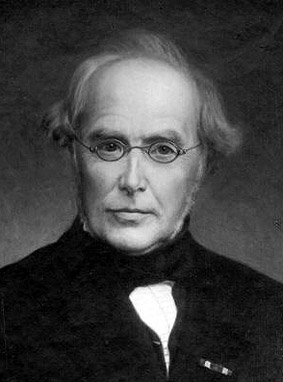
Pieter Benjamin Johan Vegilin van Claerbergen (1808-1879) Haskerland
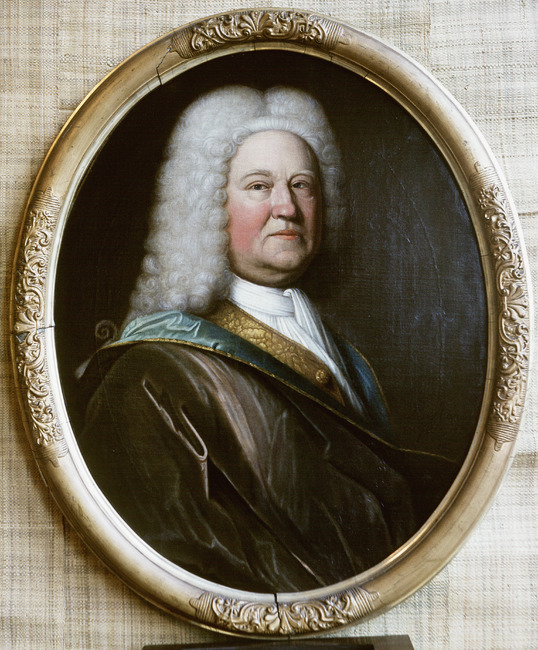
Martinus van Scheltinga (1666-1742) Lemsterland, Schoterland
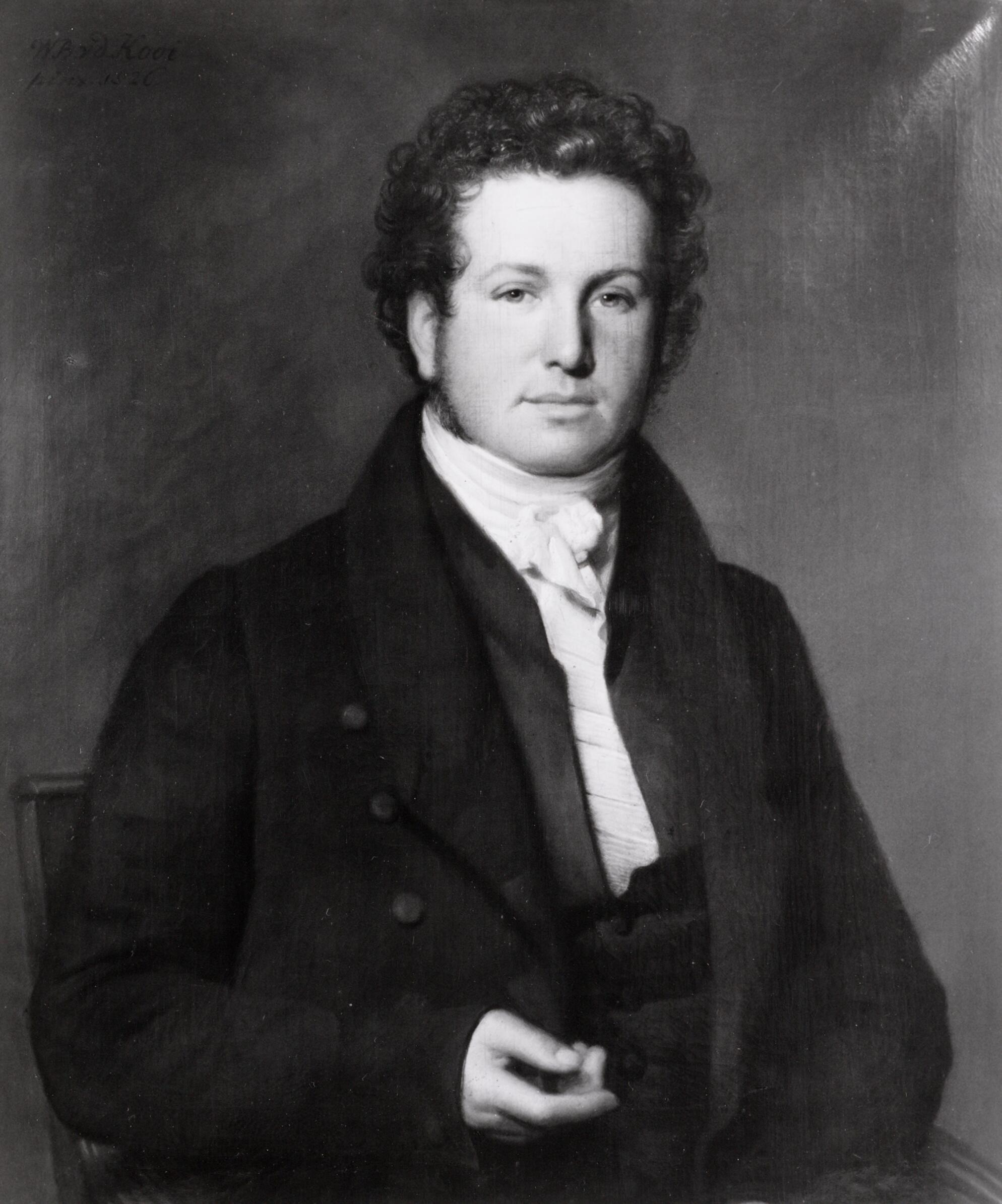
Maurits Pico Diederik van Sytzama (1789-1848) Idaarderadeel
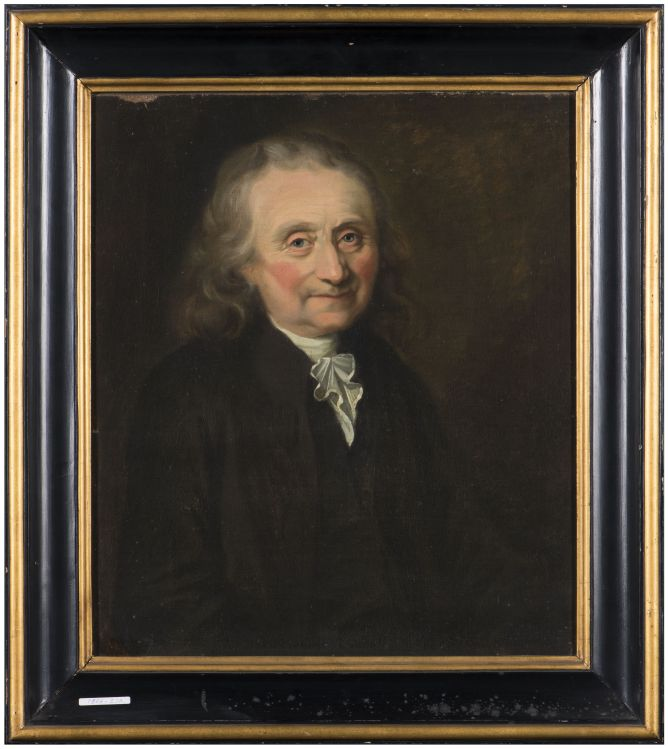
Schelte Hessel Roorda van Eysinga (1780-1829) Doniawerstal
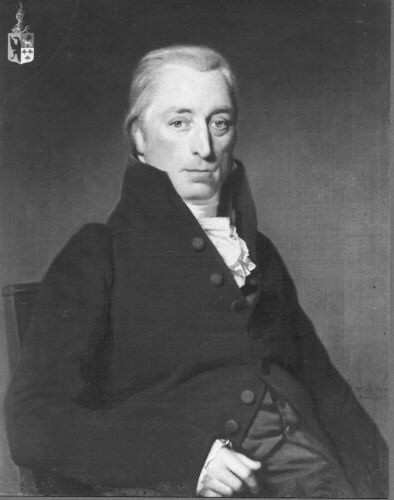
Bernhardus Buma (1770-1838) Baarderadeel
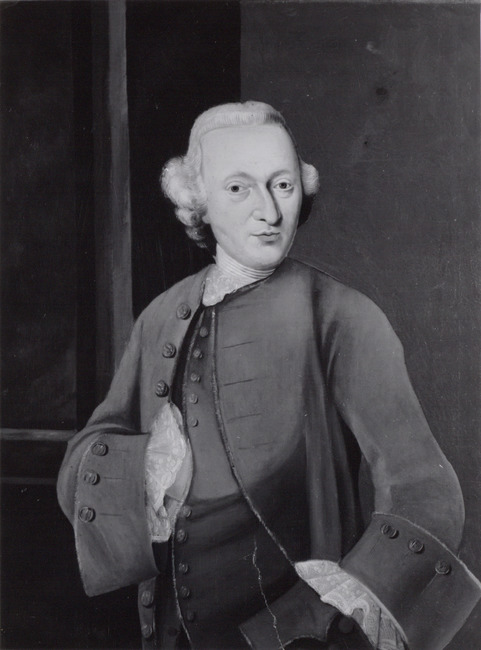
Daniël de Blocq van Haersma (1732-1814) Achtkarspelen